# Ascosphaera apis
Ascosphaera apis (Maasen ex Claussen) L.S. Olive & Spiltoir, 1955 je parazitická houba napadající včelí larvy. Je původcem choroby zvané zvápenatění včelího plodu (Ascosphaerosis larvae apium).

## Výskyt
Nákaza je známá od počátku 20. století a je rozšířena na všech kontinentech. V Česku není výskyt nijak monitorován, poněvadž onemocnění je méně závažného charakteru a nevztahuje se na ně ohlašovací povinnost.

## Biologie
Na článkovaných vláknech mycelia se vytvářejí plodnice obsahující kulovité váčky (asky). V askách se tvoří velké množství výtrusů (askospor). Po prasknutí plodnice se zralé asky dostávají do vnějšího prostředí. Časem dochází k prasknutí samotné asky a uvolnění výtrusů.

### Šíření
Včelí plod se nakazí sporami nebo myceliem v potravě. Výtrusy rychle klíčí a během dvou dnů mycelium proroste celým tělem larvy. Po 5 až 7 dnech dochází k mumifikaci těla larvy. Dospělé včely nejsou patogenem napadány. Při čištění plástů se však kontaminují výtrusy a nákazu dále rozšiřují. Spory cizopasné houby jsou velmi odolné. Přežívají v medu, pylu, vosku, stěnách úlu a životaschopnost si podrží až 15 let.

### Klinické příznaky
Infikovaný včelí plod je nápadný svým vzhledem. Víčka buněk jsou skvrnitá a mírně propadlá. Napadená včelí larva mění barvu do žlutavého odstínu a konzistence jejího těla zprvu kašovitá dalším rozvojem podhoubí patogena mumifikuje do podoby kousku vápna nebo zrnka loupané rýže. Houba vytváří dva typy plodnice lišící se velikostí. Malé plodnice zbarvují mumii larvy do šedozelena, velké plodnice barví šedočerně.

### Diagnostika
Propuknutí choroby je snadno postřehnutelné ať už vzhledem napadeného plodového plástu či výskytem napadených mumií larev v měli (odpadu) na dně úlu. Choroba se potvrzuje laboratorním vyšetřením.

## Protiopatření
Při propuknutí choroby se důsledně odstraňují a pálí mumifikované larvy. Silné napadení se řeší přeložením včelstva do vydesinfikovaného úlu. Dalšímu šíření choroby se zabrání udržováním dobrého hygienického stavu na stanovišti. Ošetření včelstva kyselinou mravenčí proti parazitickému kleštíku včelímu má druhotně pozitivní dopad i na tlumení nákazy vyvolané houbou Ascosphaera apis.